# Kabaret HiFi
HiFi – zielonogórski kabaret założony przez Grzegorza Halamę i Dariusza Kamysa, dziś już nieistniejący. Występowała w nim również Dorota Kurowicka (później Halama), znana z kabaretów Strzały z Aurory oraz Szum. Kamys występuje obecnie w kabarecie Hrabi, a Halama rozwija swój solowy projekt – Grzegorz Halama Oklasky.

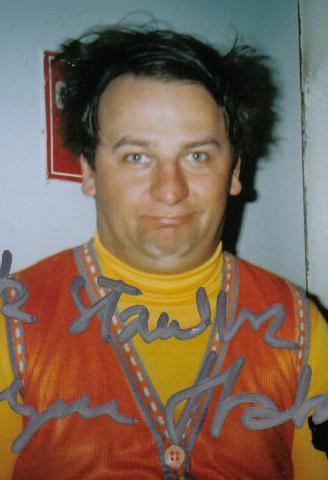
Grzegorz Halama
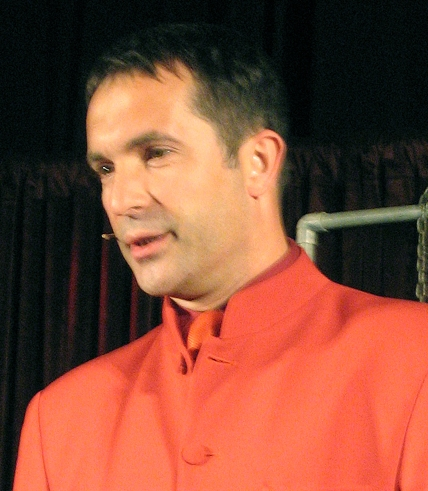
Dariusz Kamys